# Hoplerythrinus
Hoplerythrinus é um gênero de peixes da família Erythrinidae.

## Espécies
- Hoplerythrinus cinereus (T. N. Gill, 1858)
- Hoplerythrinus gronovii (Valenciennes, 1847)
- Hoplerythrinus unitaeniatus (Spix & Agassiz, 1829) (jeju, aimara)